# Tâmpa (Brașov)
Tâmpa (en rumano: Muntele Tâmpa; alemán: Zinne o Kapellenberg; húngaro: Cenk; latín: Mons Cinum) es una montaña perteneciente al macizo Postăvarul situado en los Cárpatos orientales (es decir, en la curva de los Cárpatos) y que rodea, casi en su totalidad, a la ciudad de Brașov. Tiene una altura de 960 metros aproximadamente, unos 400m por encima de la ciudad.
La montaña se compone principalmente de formaciones de piedra caliza, formando en el proceso de aumento de la cobertura terrestre. La mayor parte de la montaña (1,5 km²) está declarada reserva natural debido a la multitud de especies animales que habitan en ella, como osos, zorros o linces, y una flora única —en ella se encuentra una poco común variedad de la Hepatica— en Europa.
Históricamente es una montaña importante en los Cárpatos ya que allí hubo uno de los siete castillos de Transilvania construido en el siglo XIII, dos torres del siglo XV, unas murallas y el acueducto de la ciudad. Un teleférico sube a lo alto del monte Tâmpa y también se puede acceder mediante diversos senderos.

## Flora y fauna de Tâmpa

### Plantas

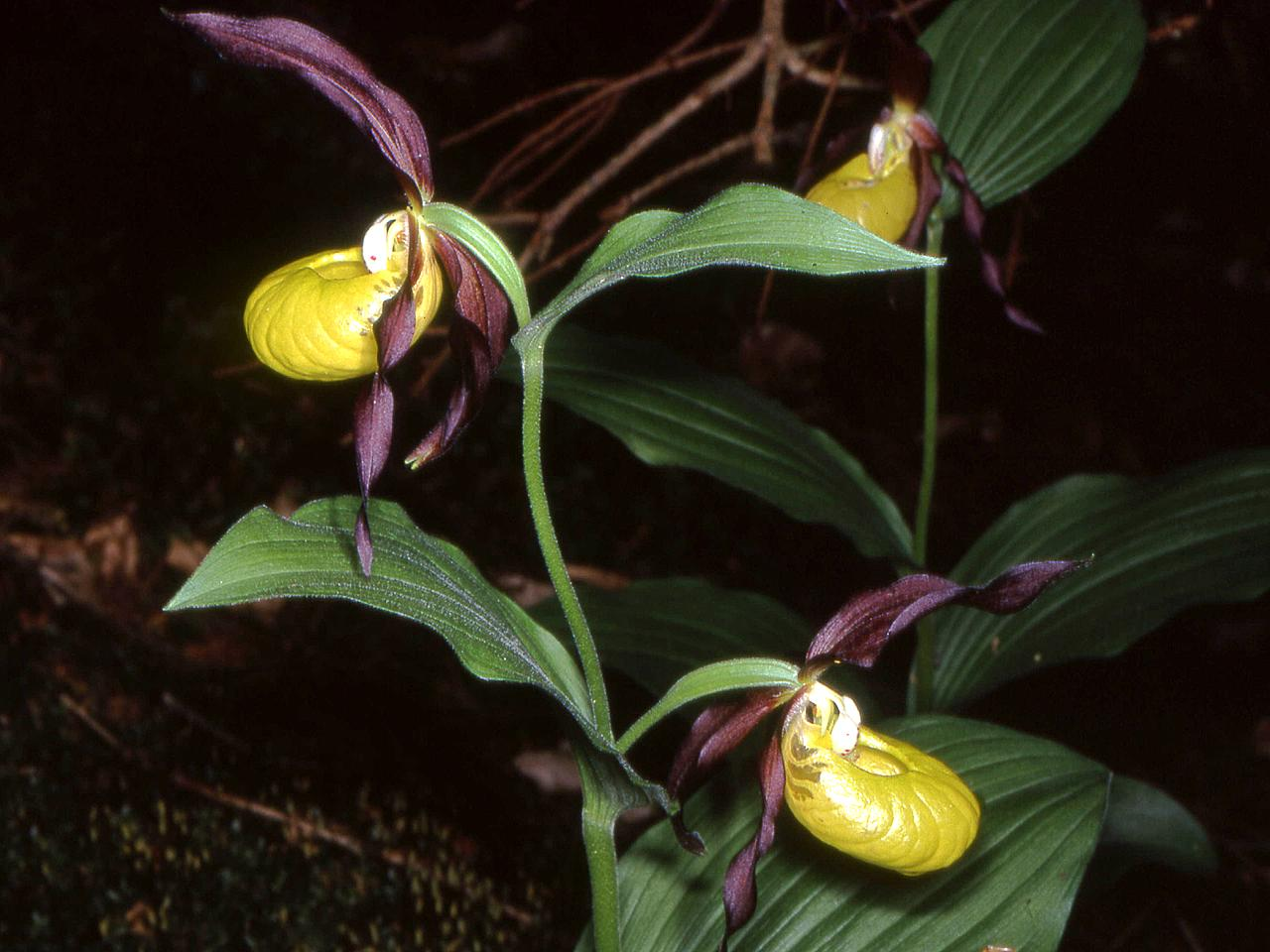
Zueco de Dama

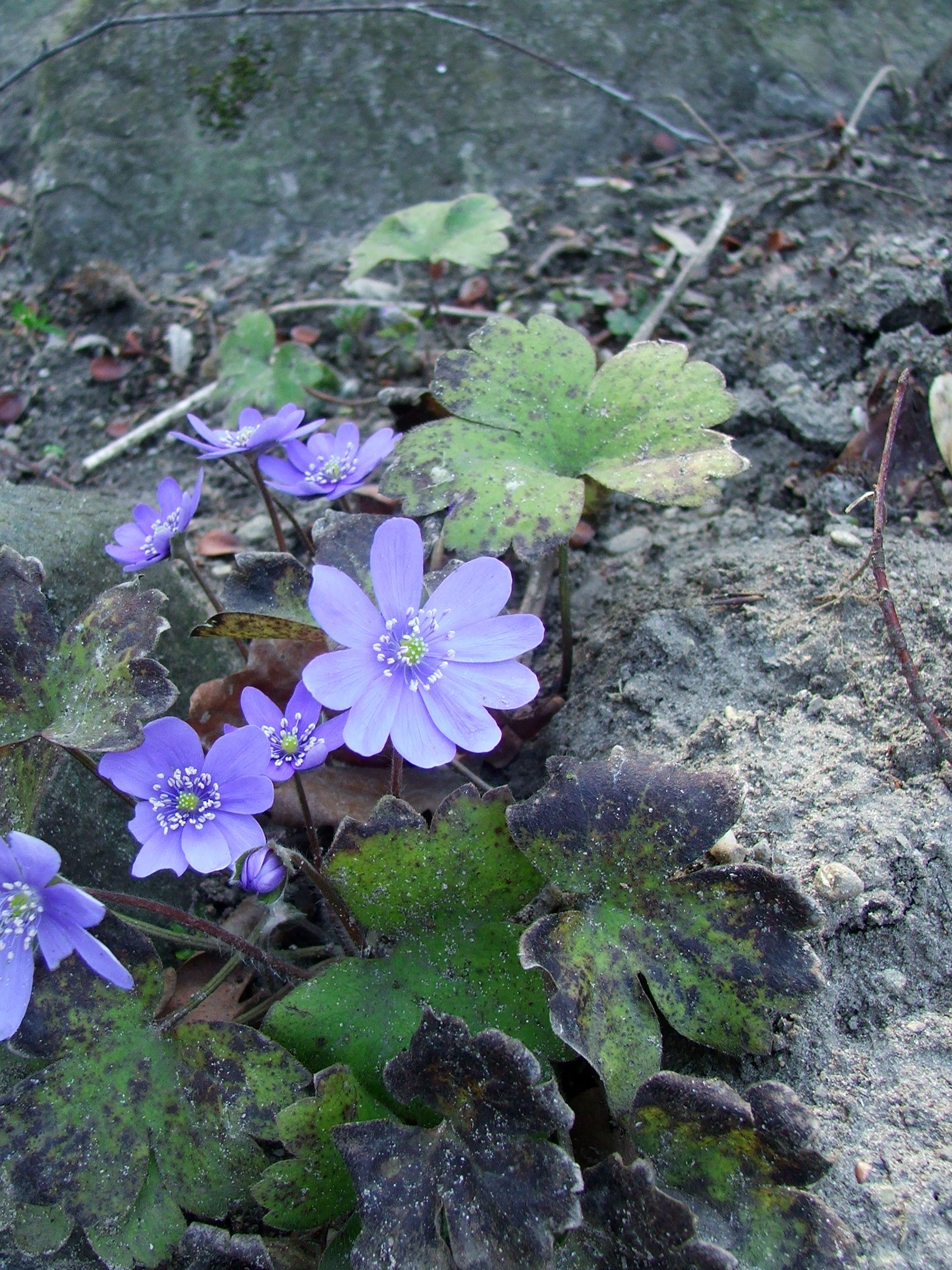
Hepatica transsilvanica

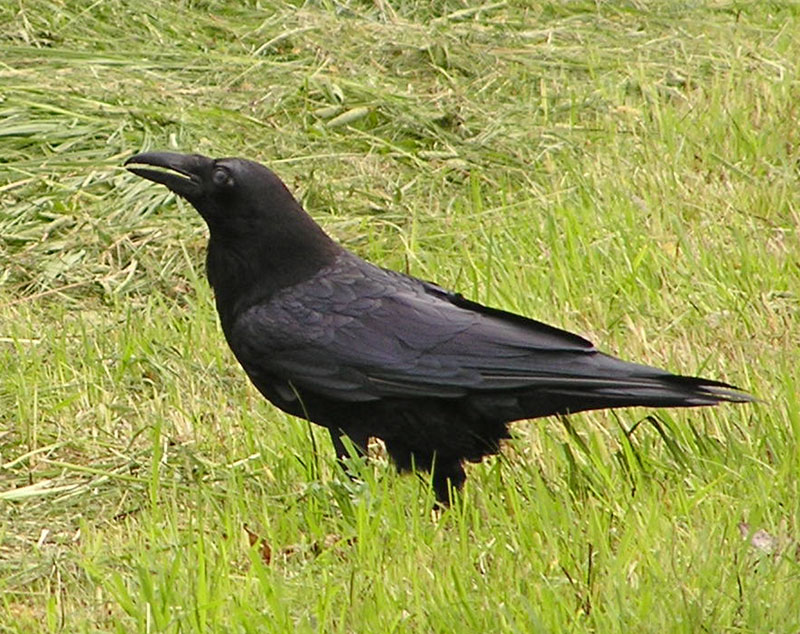
Cuervo común

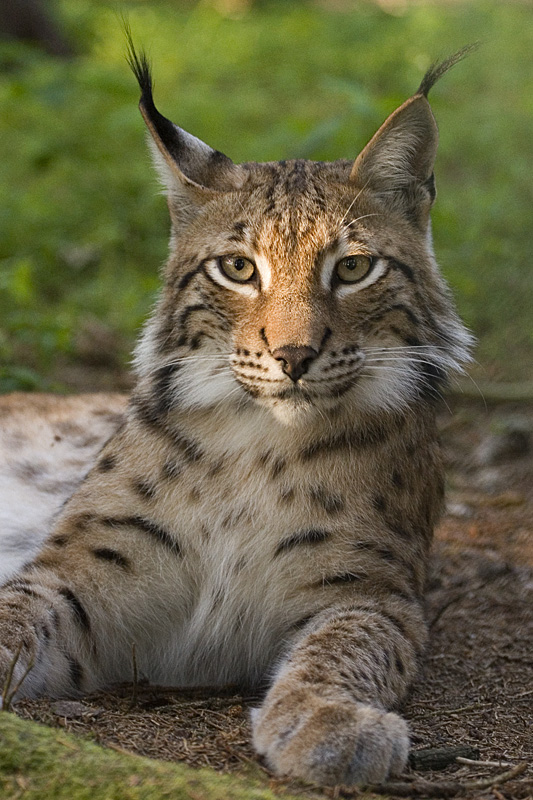
Lince

| Nombre común                       | Nombre en latín          |
| ---------------------------------- | ------------------------ |
| "Hepatica"                         | Hepatica transsilvanica  |
| Sanguiño                           | Cornus sanguinea         |
| Saúco                              | Sambucus nigra           |
| Avellano común                     | Corylus avellana         |
| Primula veris                      | Primula officinalis      |
| "Almendro"                         | Amigdalus nana           |
| Fresno norteño                     | Fraxinus excelsior       |
| Haya común                         | Fagus sylvatica          |
| Cornejo macho                      | Cornus mas               |
| Carpe                              | Carpinus betulus         |
| Alerce europeo                     | Larix decidua            |
| Stipa pennata                      | Stipa pennata            |
| Consolida regalis                  | Consolida regalis        |
| Prunus                             | Prunus fruticosa         |
| Iris                               | Iris germanica           |
| Zueco de Dama                      | Cypripedium calceolus    |
| Tilo de hoja ancha                 | Tilia platyphyllos       |
| "Corona caliza"                    | Spiraea crenata          |
| Olmo                               | Ulmus montana            |
| Pícea común                        | Picea abies              |
| Roble común                        | Quercus robur            |
| "Cola de conejo"                   | Sesleria rigida          |
| Pino silvestre                     | Pinus sylvestris         |
| Plantago                           | Plantago argentea        |
| "Fritillaria"                      | Fritillaria meleagroides |
| "Viento de hierba de Transilvania" | Bromus marcensis         |
| Hyacinthus orientalis              | Hyacinthus orientalis    |
| Acónito                            | Aconitum                 |
| Anemone nemorosa                   | Anemone nemorosa         |

### Animales

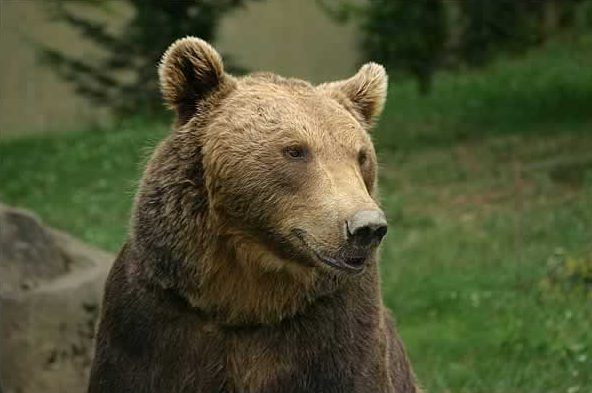
Oso pardo

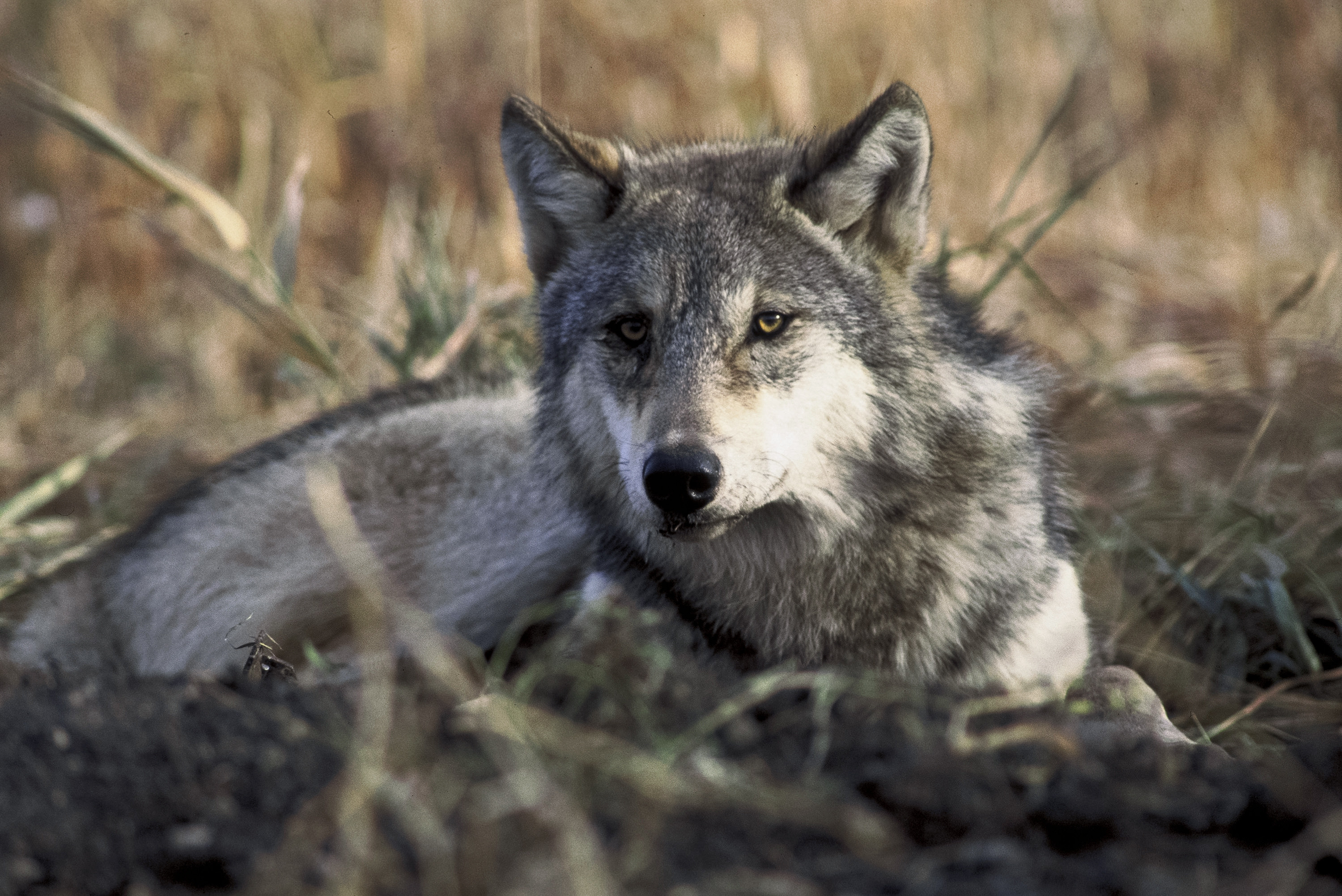
Lobo

| Nombre común           | Nombre en latín   |
| ---------------------- | ----------------- |
| Oso pardo              | Ursus arctos      |
| Mariposas              | Papilionoidea     |
| Cuervo                 | Corvus corax      |
| Lince europeo          | Lynx lynx         |
| Víbora común europea   | Vipera berus      |
| Águila real            | Aquila chrysaetos |
| Lobo                   | Canis lupus       |
| Ardilla roja           | Sciurus vulgaris  |
| Otras aves             | Aves              |
| 17 especies de avispas | Apocrita          |

## Imágenes

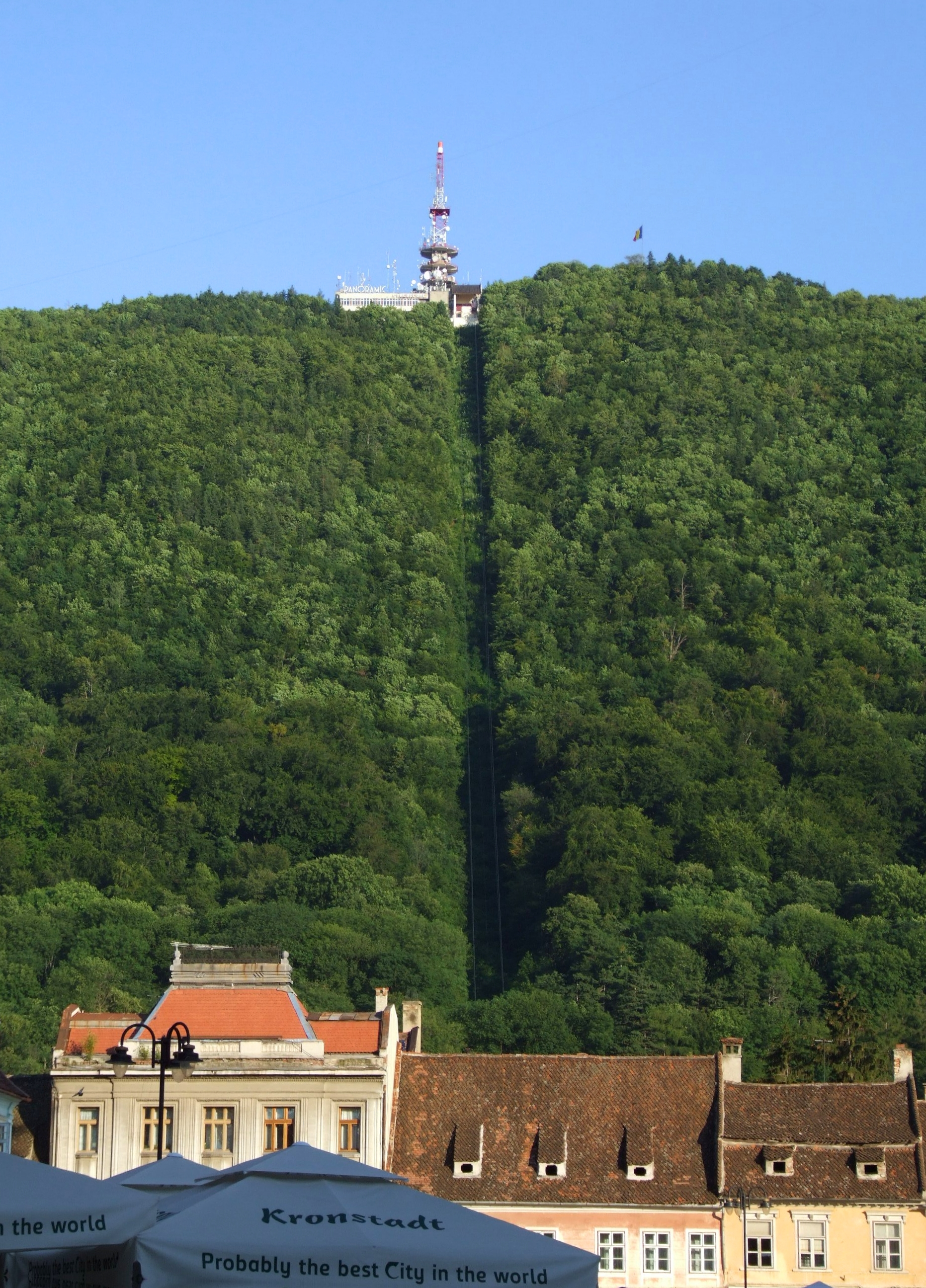
Teleférico para acceder a Tâmpa.
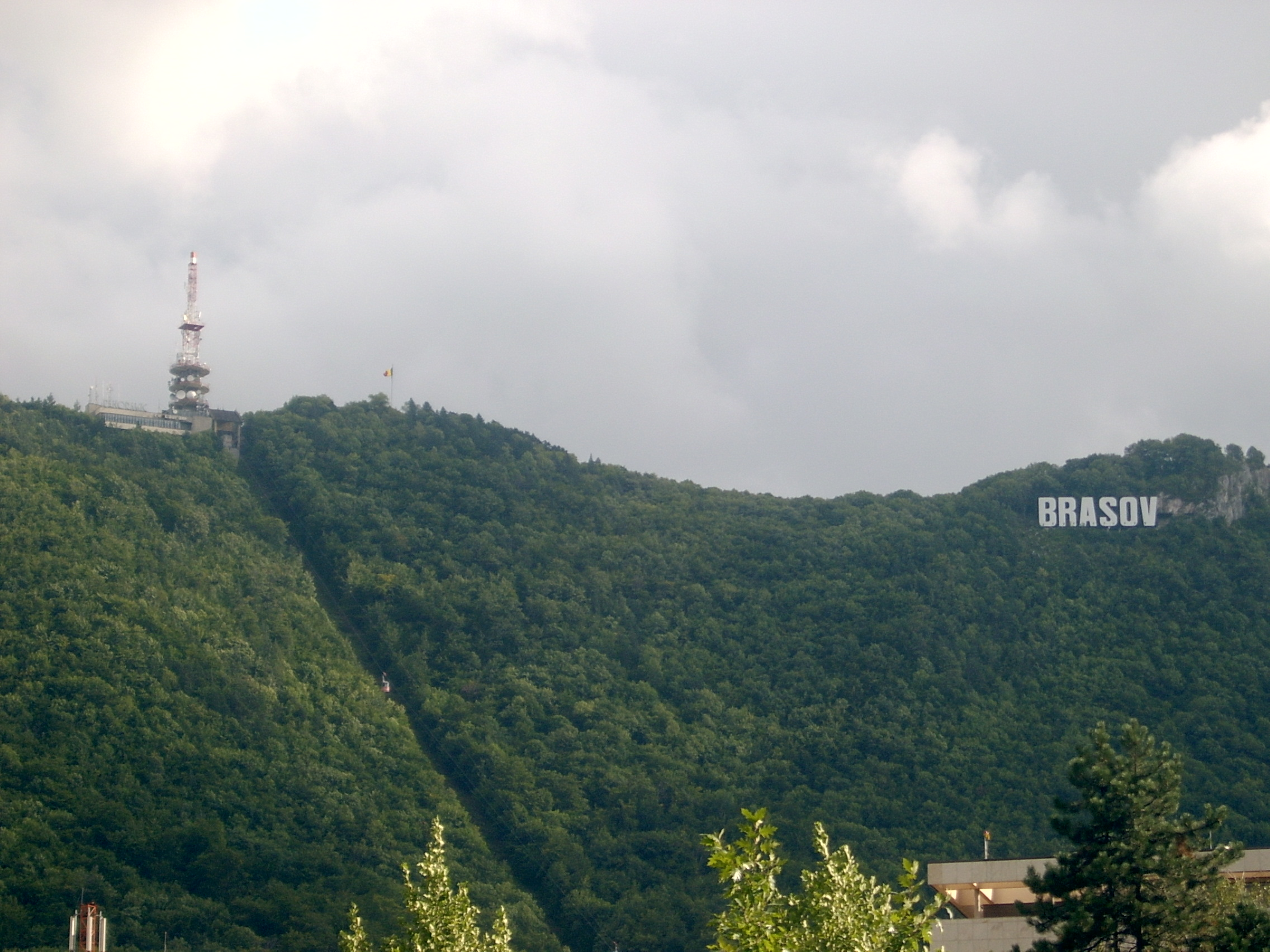
La montaña y el cartel hollywoodiense de Braşov.
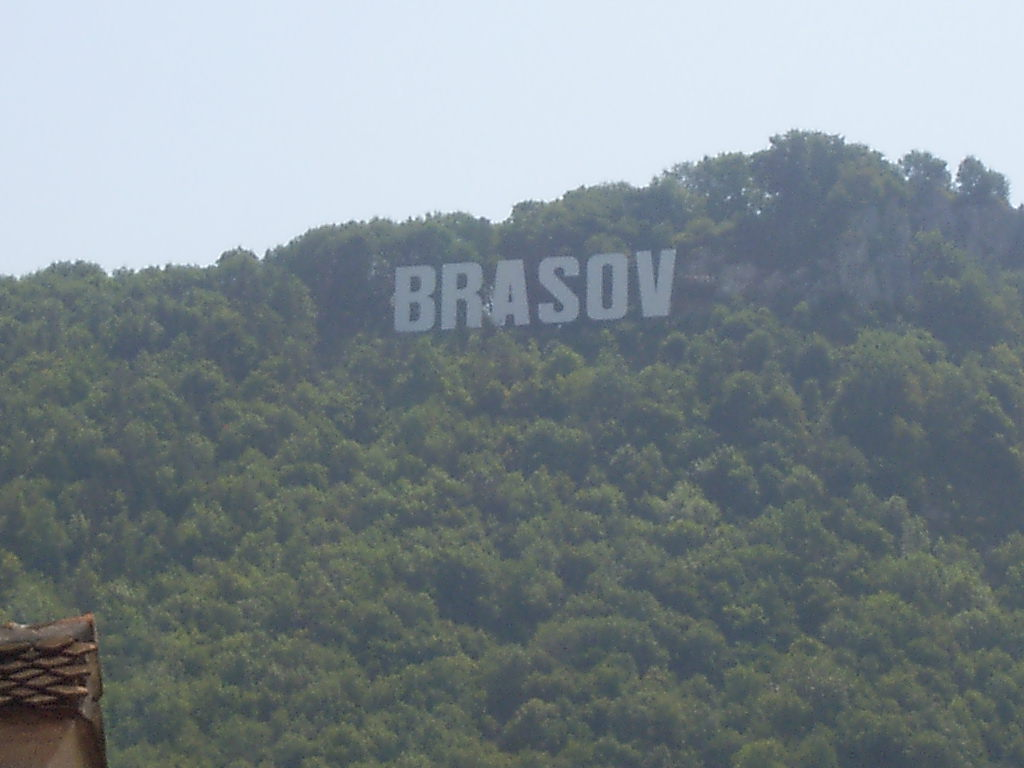
Detalle del cartel.